# Urukthapel-Inseln
Die Urukthapel-Inseln, auch Ngeruktabel genannt, sind eine Inselgruppe der westpazifischen Inselrepublik Palau. Sie gehören zum Archipel der Chelbacheb-Inseln (Rock Islands) und liegen vier Kilometer südwestlich der Insel Koror und drei Kilometer westlich der Ulebsechel-Inseln.
Die Gruppe besteht aus über 80 dicht bewaldeten Inseln. Mit Abstand größte der Inseln ist die Hauptinsel Urukthapel (Ngeruktabel), mit einer Fläche von 19,09 km². Sämtliche Inseln sind unbewohnt.